# Bürokraft
Als Bürokraft bezeichnet man in Deutschland üblicherweise Menschen, die Hilfstätigkeiten im Büro ausüben. 

## Tätigkeit
Bürokräfte schreiben beispielsweise Briefe, Lieferscheine und Rechnungen. Sie erstellen Serienbriefe, geben am Computer Daten ein, sorgen für die Ablage von Unterlagen und verteilen die Eingangspost im Betrieb. Auch um den Postausgang kümmern sie sich: Bürokräfte im Bereich Büro und Verwaltung wissen, welche Versandmöglichkeiten es gibt und wo man sich über die Tarife informieren kann. Sie sammeln die ausgehende Post, frankieren sie und bringen sie termingerecht zur Poststelle. Darüber hinaus kopieren sie Unterlagen, stellen sie in der vorgegebenen Reihenfolge zusammen und legen sie z. B. im Besprechungszimmer aus.
Je nach vorhandenen Kenntnissen können Bürokräfte auch einfache Buchhaltungsarbeiten ausführen, beim Erstellen und Auswerten von Statistiken mitwirken oder im Telefondienst arbeiten. Beispielsweise nehmen sie Telefonate von Kunden entgegen und nehmen deren Anliegen auf. Insbesondere in kleineren Betrieben führen sie z. B. auch Urlaubslisten, stellen Rechnungsbelege zusammen und überprüfen Zahlungsein- und -ausgänge. Teilweise übernehmen sie auch kurze Botengänge.

## Anforderungen
Wer als Bürokraft arbeiten will, sollte Arbeitsschritte und Arbeitsprozesse durchschauen und selbständig arbeiten können, Aufträge gewissenhaft erfüllen (Handlungskompetenz), sich in eine Gruppe einordnen, kooperativ sein und in einem Team arbeiten können (Sozialkompetenz). Außerdem sollte er flexibel sein sowie eine gewisse Methodenkompetenz besitzen. 

## Zugang
Ein bestimmter Schulabschluss ist für die Tätigkeit einer Bürokraft nicht vorgeschrieben. Bürokräfte im Bereich Büro und Verwaltung werden in der Regel direkt am Arbeitsplatz eingearbeitet. Jedoch können einschlägige praktische Erfahrungen von Vorteil sein, z. B. im Umgang mit Telefonanlagen, Kopierergeräten und Computern. Häufig sind allgemeine PC-Kenntnisse erwünscht, teils auch kaufmännische Grundkenntnisse.